# Ein feines Haus

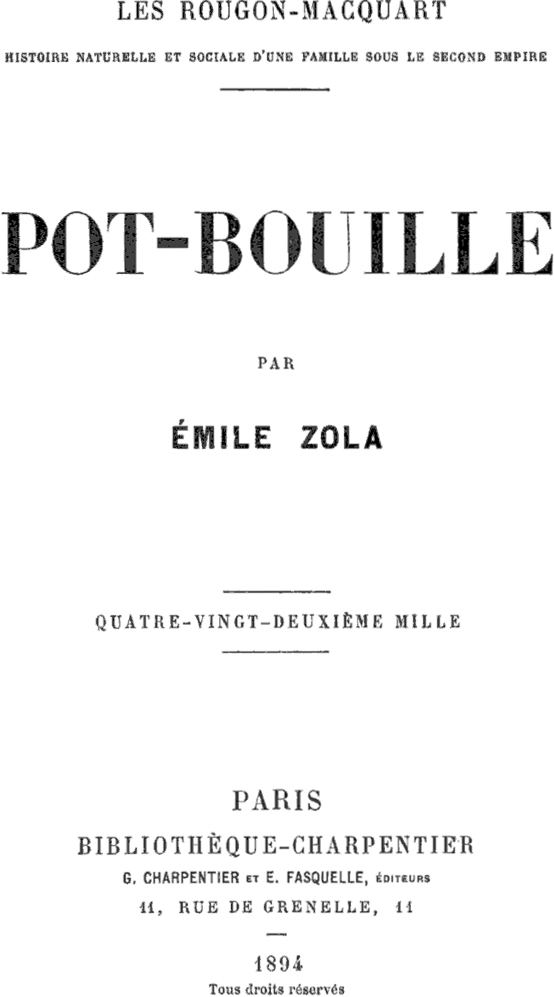
Buchdeckel der Ausgabe von Charpentier

Ein feines Haus oder auch Der häusliche Herd (franz. Pot-Bouille) ist ein Roman von Émile Zola und zugleich der zehnte Teil des Rougon-Macquart-Zyklus. Er erschien erstmals in Fortsetzungen von Januar bis April 1882 in der Zeitschrift Le Gaulois. 1883 folgte die Buchausgabe bei Charpentier.
Der Roman bietet ein Bild der bürgerlichen Gesellschaft im zweiten Kaiserreich. Die Restaurationsbestrebungen unter Präsident Mac-Mahon mit dem Versuch, die „Moralordnung“ im Land wiederherzustellen, inspirierten Zola zu der Geschichte. Die Handlung vollzieht sich größtenteils in einem Mietshaus in der Rue de Choiseul in Paris. Der Originaltitel bezeichnet einen Eintopf, in dem verschiedene Zutaten lange zusammen köcheln, und spielt auf die verschiedenen Bewohner des Hauses an, die als Vertreter der monarchistischen Moralordnung dienen.
Der Roman wurde 1883 von William Busnach als Theaterstück adaptiert und im Théâtre de l’Ambigu-Comique uraufgeführt. Julien Duvivier verfilmte das Werk 1957.

## Handlung
Der zweiundzwanzigjährige Octave Mouret, der dem Leser bereits aus den Romanen Das Glück der Familie Rougon und Die Eroberung von Plassans bekannt ist, zieht in das besagte Mietshaus ein. Er hat eine Anstellung in einem kleinen nahe gelegenen Modegeschäft, das den Namen „Paradies der Damen“ führt. Octave ist attraktiv und charmant. Er hat Erfolg bei den Damen und hat somit mehrere Affären mit den Bewohnerinnen des Hauses, u. a. mit Madame Pichon. Sein Annäherungsversuch an seine Chefin Madame Hédouin scheitert und hat seine Entlassung zur Folge.
Einen neuen Job findet er im Seidengeschäft von Auguste Vabre, das sich im Erdgeschoss des Hauses befindet. Er beginnt eine Affäre mit Augustes Frau Berte, die mehrere Monate andauert. Schließlich ertappt Auguste die beiden. Es kommt zu einem Skandal und der Entlassung von Octave, der wieder im Paradies der Damen angestellt wird. Sein weiteres Schicksal wird im gleichnamigen folgenden Roman geschildert.
Der Schein des Anstands in dem feinen Haus ist nur ein äußerlicher. Verschiedene Bewohner haben Affären miteinander. Eine Ehe wurde aus finanziellen Gründen geschlossen, wobei der Bräutigam um die Mitgift betrogen wurde. Die Dienstboten sprechen schlecht über ihre Herrschaften. Als der Jurist Duverdy sich bei einem Selbstmordversuch schwer verletzt, gilt die erste Sorge seiner Frau nicht ihrem verletzten Mann, sondern der Vermeidung eines Skandals. Eine alleinstehende schwangere Näherin wird aus dem Haus gewiesen. Ein ominöser Mieter, der nur einmal in der Woche sein gemietetes Appartement aufsucht, um zu „arbeiten“, wird toleriert, bis sich herausstellt, dass er sich dort nicht, wie allgemein angenommen, mit einer Geliebten trifft. Er ist vielmehr Schriftsteller, der für ein schmutziges Buch über das Bürgertum recherchiert (Zola selbst).

## Ausgaben
- Émile Zola: Der häusliche Herd. Budapest, Grimm, 1894 (übersetzt von Armin Schwarz).
- Émile Zola: Am Kochherd. Berlin, Wiener'sche Verlagsbuchhandlung, 1895.
- Émile Zola: Am häuslichen Herd. Leipzig, Hyperion, 1927 (übersetzt von Franz Arens).
- Émile Zola: Ein feines Haus. Berlin, Rütten und Loening, 1982 (übersetzt von Gerhard Krüger).
- Émile Zola: Ein feines Haus. München, Winkler, 1986 (übersetzt von Gerhard Krüger). ISBN 978-3-538-06597-0.